# 김학찬
김학찬(1992년 3월 5일 ~ )는 대한민국의 축구 선수로, 포지션은 미드필더이다.